# Kingston (Misuri)
Kingston es una ciudad ubicada en el condado de Caldwell en el estado estadounidense de Misuri. En el Censo de 2010 tenía una población de 348 habitantes y una densidad poblacional de 257,9 personas por km².

## Geografía
Kingston se encuentra ubicada en las coordenadas 39°38′33″N 94°2′18″O / 39.64250, -94.03833. Según la Oficina del Censo de los Estados Unidos, Kingston tiene una superficie total de 1.35 km², de la cual 1.34 km² corresponden a tierra firme y (0.38%) 0.01 km² es agua.

## Demografía
Según el censo de 2010, había 348 personas residiendo en Kingston. La densidad de población era de 257,9 hab./km². De los 348 habitantes, Kingston estaba compuesto por el 76.44% blancos, el 5.75% eran afroamericanos, el 0% eran amerindios, el 0.86% eran asiáticos, el 0% eran isleños del Pacífico, el 16.09% eran de otras razas y el 0.86% pertenecían a dos o más razas. Del total de la población el 17.53% eran hispanos o latinos de cualquier raza.